# Parafia Zwiastowania Najświętszej Maryi Panny w Inowrocławiu
Parafia Zwiastowania Najświętszej Maryi Pannie w Inowrocławiu – jedna z 9 parafii w dekanacie inowrocławskim II.

## Historia parafii
W latach 1890–1901 zbudowano w Inowrocławiu kościół z inicjatywy bp. Antoniego Laubitza. W 1909 roku kościół uległ poważnemu uszkodzeniu w wyniku tąpnięcia ziemi (spowodowanego przez znajdującą się pod miastem nieczynną kopalnię soli). Doszło do zawalenia północnej ściany transeptu. 
Po przeprowadzonym remoncie budynek 1929 roku stał się świątynią nowo utworzonej parafii.
W latach 1961–1984 proboszczem parafii był ks. Roman Zientarski.

### Zasięg parafii
Do parafii należą wierni wyznania rzymskokatolickiego z Inowrocławia (ulice: Bursztynowa, Długa (z wyjątkiem bloków Osiedla), Dworcowa, Działowa, Glinki, Jacewska (z wyjątkiem bloków Osiedla), Kasprowicza, Kopernika 1, 3, 5, 11, Królowej Jadwigi 35–48, Biskupa Laubitza 6 i 19, Libelta, Lotnicza, Marcinkowskiego, Młyńska, Najświętszej Maryi Panny, Narutowicza do nr 12, Orłowska, Plebanka, Poprzeczna, Powstańca Kwiatkowskiego, Przypadek, Rogowa, Składowa, Solankowa do nr 10, Spacerowa, Stare Miasto, Staszica do nr 17, 6 Stycznia 8, Toruńska (z wyjątkiem bloków Osiedla), Średnia, Św. Ducha od nr 122 do końca, Szkolna, Szybowcowa i nowe uliczki przyległe, Zamknięta i Zielona) oraz z miejscowości: Balin, Gnojno, Kłopot, Olszewice, Sławęcinek (prawa str. szosy bydgoskiej), Strzemkowo i Jacewo.

### Obiekty parafialne
- Kościół filialny pw.  św. Antoniego w Strzemkowie
- Cmentarz przy ul. Libelta, ul. Marcinkowskiego, zarządzany przez Pawła Szwagrzyka.

### Dokumenty
Księgi metrykalne 
- ochrzczonych (od 1929 roku)
- małżeństw (od 1929 roku)
- zmarłych (od 1929 roku).